# Валенсія-Вест
Валенсія-Вест (англ. Valencia West) — переписна місцевість (CDP) в США, в окрузі Піма штату Аризона. Населення — 14 101 особа (2020).

## Географія
Валенсія-Вест розташована за координатами 32°8′5″ пн. ш. 111°6′41″ зх. д. / 32.13472° пн. ш. 111.11139° зх. д. (32.134638, -111.111276).  За даними Бюро перепису населення США в 2010 році переписна місцевість мала площу 27,03 км², уся площа — суходіл. В 2017 році площа становила 25,65 км², уся площа — суходіл.

## Демографія
Згідно з переписом 2010 року, у переписній місцевості мешкало 9355 осіб у 2893 домогосподарствах у складі 2321 родини. Густота населення становила 346 осіб/км².  Було 3206 помешкань (119/км²).
Расовий склад населення:
| - 60,6 % — білих - 4,2 % — корінних американців - 3,3 % — чорних або афроамериканців - 1,6 % — азіатів - 0,2 % — вихідців з тихоокеанських островів - 26,2 % — осіб інших рас |

До двох чи більше рас належало 4,0 %. Частка іспаномовних становила 65,1 % від усіх жителів.
За віковим діапазоном населення розподілялося таким чином: 32,7 % — особи молодші 18 років, 60,4 % — особи у віці 18—64 років, 6,9 % — особи у віці 65 років та старші. Медіана віку мешканця становила 30,1 року. На 100 осіб жіночої статі у переписній місцевості припадало 100,1 чоловіків;  на 100 жінок у віці від 18 років та старших — 97,6 чоловіків також старших 18 років.
Середній дохід на одне домашнє господарство  становив 60 714 долари США (медіана — 56 264), а середній дохід на одну сім'ю — 63 237 доларів (медіана — 59 222). Медіана доходів становила 40 101 долар для чоловіків та 29 744 долари для жінок. За межею бідності перебувало 13,4 % осіб, у тому числі 17,1 % дітей у віці до 18 років та 13,1 % осіб у віці 65 років та старших.
Цивільне працевлаштоване населення становило 4735 осіб. Основні галузі зайнятості: освіта, охорона здоров'я та соціальна допомога — 27,3 %, публічна адміністрація — 12,6 %, будівництво — 8,9 %, роздрібна торгівля — 8,7 %.